# Carmelo Buonocore
Carmelo Buonocore (Capua, 19 febbraio 1912 – 1982) è stato un calciatore italiano, di ruolo difensore.

## Carriera
La sua carriera è legata soprattutto all'Ambrosiana (poi Inter), dove giunse nella stagione 1936-1937. Giocò con i colori nerazzurri fino al campionato 1942-1943, contribuendo alla conquista dello scudetto del 1937-1938, della Coppa Italia nel 1938-1939 e ancora allo scudetto del 1939-1940.
Ha giocato anche a Palmi nella Palmese, a Messina nella Peloro e nel Calcio Messina ed a Lecco nel Calcio Lecco.

## Palmarès
- Campionato italiano: 2

Ambrosiana-Inter: 1937-1938, 1939-1940
- Coppa Italia: 1

Ambrosiana-Inter: 1938-1939